# تود بويد
تود بويد (بالإنجليزية: Todd Boyd)‏ هو مستشار ومؤلف ومنتج أفلام أمريكي، ولد في 1950 في ديترويت في الولايات المتحدة.

## وصلات خارجية
- تود بويد على موقع IMDb (الإنجليزية)
- تود بويد على موقع قاعدة بيانات الفيلم (الإنجليزية)